# هانس مولر (سياسي)
هانس مولر (بالألمانية: Hans Müller )‏ (و. 1898 – 1974 م) هو سياسي، من ألمانيا، ولد في إربندورف، كان عضوًا في الحزب الديمقراطي الاجتماعي الألماني، توفي في إربندورف، عن عمر يناهز 76 عاماً.

## مناصب
تولى منصب عضو في البوندستاغ الألماني.

## جوائز
حصل على جوائز منها:
- وسام استحقاق جمهورية ألمانيا الاتحادية.